# Castello di Scena
Il castello di Scena (in tedesco Schloss Schenna o Burg Schenna) è un castello eretto nell'anno 1350 nell'omonimo paese vicino a Merano, in Alto Adige. Nel 1363 il nobile Petermann von Schenna fu infeudato dagli Asburgo anche con il castello Reineck in val Sarentino.
All'interno del castello nelle sale rinascimentali si trova una collezione di armi antiche. I vasti saloni sono tutti arredati con stufe del diciassettesimo secolo e una raccolta di quadri e ritratti, una pregevole raccolta di Andreas Hofer.
Fu acquistato nel 1844 dall'arciduca Giovanni d'Asburgo-Lorena. Non lontano dal castello, suo figlio fece erigere nel 1869 il mausoleo della sua famiglia, ancora oggi presente. Ancora oggi il castello permane di proprietà dei suoi successori, i Conti di Merano (Grafen von Meran-Spiegelfeld). Si effettuano visite guidate con ingresso a pagamento.